# Уряд Ізраїлю
Уряд Ізраїлю — вищий орган виконавчої влади Ізраїлю. Ізраїльська система правління базується на парламентській демократії. Прем'єр-міністр Ізраїлю є главою уряду та лідером багатопартійної системи. Виконавчу владу здійснює уряд. Законодавча влада належить Кнесету. Судова влада є незалежною від виконавчої та законодавчої влади. Політичний устрій Держави Ізраїль та його основні принципи викладені в 11 Основних законах. Ізраїль не має писаної конституції.

## Уряди
- 35-й уряд Ізраїлю — 17 травня 2020 — 13 червня 2021 року, керівник — Беньямін Нетяньягу
- 36-й уряд Ізраїлю — 13 червня 2021 — 29 грудня 2022 року, керівник — Нафталі Бенет
- 37-й уряд Ізраїлю — з 29 грудня 2022 року, керівник — Беньямін Нетяньягу

## Голова уряду
- Прем'єр-міністр — Беньямін Нетаньягу, з 29 грудня 2022 року.